# Thorsten Schmitt
Thorsten Schmitt (ur. 20 września 1975 w Villingen-Schwenningen) – niemiecki kombinator norweski, srebrny medalista mistrzostw świata.

## Kariera
W Pucharze Świata Thorsten Schmitt zadebiutował 13 stycznia 1998 roku w Ramsau, gdzie zajął 33. miejsce w sprincie. Tym samym już w swoim debiucie zdobył pierwsze pucharowe punkty (w sezonach 1993/1994-2001/2002 obowiązywała inna punktacja Pucharu Świata). W sezonie 1997/1998 punktował jeszcze sześciokrotnie, najlepszy wynik osiągając 18 stycznia 1998 roku w Chaux-Neuve. W klasyfikacji generalnej zajął ostatecznie 38. miejsce. W lutym 1998 roku brał udział w Igrzyskach Olimpijskich w Nagano, gdzie wraz z kolegami z reprezentacji zajął szóste miejsce w sztafecie. W konkursie indywidualnym nie wystąpił.
Najlepsze wyniki osiągnął w sezonie 2005/2006, który ukończył na osiemnastej pozycji. Trzykrotnie plasował się w czołowej dziesiątce, jednak na podium nie stanął, najlepiej spisując się 27 listopada 2005 roku w Ruce, gdzie był ósmy. W zawodach Pucharu Świata najlepiej zaprezentował się 20 stycznia 2002 roku w Libercu zajmując piąte miejsce. Schmitt startował także w zawodach Pucharu Świata B (obecnie Puchar Kontynentalny), w których osiągnął większe sukcesy. Czterokrotnie stawał na podium konkursów tego cyklu, przy czym 8 stycznia 1998 roku w Klingenthal odniósł swoje jedyne zwycięstwo. W klasyfikacji generalnej sezonu 1999/2000 był dziewiąty.
Swój największy sukces osiągnął jednak w 2003 roku, podczas Mistrzostw Świata w Val di Fiemme. Wspólnie z Georgiem Hettichem, Björnem Kircheisenem i Ronnym Ackermannem wywalczył srebrny medal w sztafecie. Drugie miejsce Niemcy zajmowali już po skokach, tracąc 13 sekund do prowadzących Austriaków. Nie zdołali ich jednak wyprzedzić w biegu, na mecie meldując się ze stratą 12.6 sekundy i o zaledwie 2.9 sekundy przed Finami. Podobnie jak na Igrzyskach w Nagano Schmitt nie wystąpił w Val di Fiemme w żadnym z konkursów indywidualnych. Thorsten zakończył karierę sportową w 2007 roku po tym, jak trener reprezentacji nie uwzględnił go w kadrze na Mistrzostwa Świata w Sapporo.
Jego brat Martin reprezentował Niemcy w skokach narciarskich.

## Osiągnięcia

### Igrzyska Olimpijskie
| Miejsce | Dzień     | Rok  | Miejscowość | Konkurencja          | Wynik zwycięzcy | Strata      | Zwycięzca |
| ------- | --------- | ---- | ----------- | -------------------- | --------------- | ----------- | --------- |
| 6.      | 20 lutego | 1998 | Nagano      | Sztafeta K-90/4x5 km | 54:11.5 min     | +2:10.5 min | Norwegia  |

### Mistrzostwa świata
| Miejsce | Dzień     | Rok  | Miejscowość   | Konkurencja         | Wynik zwycięzcy | Strata  | Zwycięzca |
| ------- | --------- | ---- | ------------- | ------------------- | --------------- | ------- | --------- |
| 2.      | 24 lutego | 2003 | Val di Fiemme | Sztafeta K95/4x5 km | 47:23.9 min     | +12.6 s | Austria   |

### Puchar Świata

#### Miejsca w klasyfikacji generalnej
- sezon 1997/1998: 38.
- sezon 2000/2001: 45.
- sezon 2001/2002: 22.
- sezon 2002/2003: 20.
- sezon 2003/2004: 23.
- sezon 2004/2005: 27.
- sezon 2005/2006: 18.
- sezon 2006/2007: 31.

#### Miejsca na podium chronologicznie
Schmitt nigdy nie stał na podium indywidualnych zawodów Pucharu Świata.

### Puchar Kontynentalny

#### Miejsca w klasyfikacji generalnej
- sezon 1995/1996: 13.
- sezon 1996/1997: 56.
- sezon 1999/2000: 9.

#### Miejsca na podium chronologicznie
| Nr | Data            | Miejscowość | Konkurencja         | Wynik zwycięzcy | Pozycja | Strata | Zwycięzca       |
| -- | --------------- | ----------- | ------------------- | --------------- | ------- | ------ | --------------- |
| 1. | 14 grudnia 1997 | Taivalkoski | Gundersen K90/15 km | ?               | 3.      | ?      | Kenneth Braaten |
| 2. | 8 stycznia 1998 | Klingenthal | Gundersen K90/15 km | ?               | 1.      | -      | -               |
| 3. | 27 lutego 2000  | Baiersbronn | Sprint K90/7,5 km   | ?               | 2.      | ?      | Frédéric Baud   |
| 4. | 5 grudnia 2001  | Taivalkoski | Gundersen K90/15 km | ?               | 3.      | +5.1 s | Antti Kuisma    |

### Letnie Grand Prix

#### Miejsca w klasyfikacji generalnej
- 1999: 26.
- 2000: 15.
- 2001: 50.
- 2002: 37
- 2004: 69
- 2005: 19

#### Miejsca na podium chronologicznie
Schmitt nigdy nie stał na podium indywidualnych zawodów LGP.